# 蕭坦思
萧坦思（11世纪？—1118年），辽道宗的第二任皇后，驸马都尉萧霞抹之妹。大康二年（1076年），在宰相耶律乙辛推荐下，选入掖庭，六月立为皇后。几年后，无子嗣，又将其妹、与耶律乙辛子耶律绥离婚的萧斡特懒，纳入宫中。大康八年（1082年），皇孙耶律延禧（天祚帝）封梁王，十二月萧坦思降为惠妃，徙至乾陵。不久因其母燕国夫人诅咒梁王，获罪伏诛，而贬萧坦思为庶人，幽居宜州。天庆六年（1116年）萧坦思被天祚帝召还，封太皇太妃。天庆八年（1118年），出奔黑顶山时卒，被葬于太子山。